# Галијавола
Галијавола (итал. Galliavola) је насеље у Италији у округу Павија, региону Ломбардија.
Према процени из 2011. у насељу је живело 207 становника. Насеље се налази на надморској висини од 92 м.

## Становништво
| 1936. | 1951. | 1961. | 1971. | 1981. | 1991. | 2001. | 2011. |
| ----- | ----- | ----- | ----- | ----- | ----- | ----- | ----- |
| 596   | 657   | 526   | 327   | 232   | 204   | 232   | 213   |